# Workin’ Together
Workin’ Together ist ein Musikalbum von Ike & Tina Turner.

## Geschichte
Ike und Tina Turner nahmen das Album Workin’ Together 1970 auf. Das Album erschien im Dezember 1970. Es gilt (laut Allmusic Guide) als das beste und erfolgreichste Album des R&B-Duos. In den US-amerikanischen Popalbumcharts erreichte es den 25. Platz und in den Black Charts den 2. Platz. Es war insgesamt 38 Wochen lang in den Popalbumcharts. In Deutschland kam das Album sogar bis auf den 12. Platz der Albumcharts und die Singleauskoppelung Proud Mary erreichte den 21. Platz der deutschen Singlecharts.
Geprägt ist das Album von R&B-Arrangements bekannter zeitgenössischer Popsongs. Der Creedence Clearwater Revival Song Proud Mary erhielt durch das Arrangement von Ike Turner ein völlig neues Soundkleid. Er beginnt mit einer gesprochenen Einleitung von Tina Turner, beginnt dann sehr langsam (slow, nice and easy), um dann im zweiten Teil im überdrehten Tempo zu enden (nice and rough). In dieser Version wurde der Song zu einem Klassiker der Live-Auftritte von Ike and Tina Turner. Solomon Burke hatte das Lied bereits 1969 gecovert und damit einen kleineren Hit gehabt. Burke behauptete später, den Titel Ike Turner empfohlen zu haben.
Mit The Way You Love Me, You Can Have It und Goodbye, So Long enthält das Album drei Neuaufnahmen älterer Titel von Ike & Tina Turner. Die Originalversion von The Way You Love Me ist auf der Debüt-LP The Soul Of Ike & Tina Turner (1960) zu finden. Eine Live-Version von You Can Have It erschien unter dem Titel It's All Over auf der LP The Ike & Tina Turner Show Live Vol.2 (1965) und Goodbye, So Long war 1965 eine Single auf dem Modern-Label gewesen.
Der Song Funkier Than A Mosquito's Tweeter – eine Komposition von Tina Turners Schwester Aillene Bullock – wurde 1974 von Nina Simone (auf deren LP It Is Finished) gecovert.
Im Jahre 2001 kam das Album erstmals auf CD heraus.

## Trackliste
1. Workin’ Together (Eki Renrut) – 3:32
2. (As Long as I Can) Get You When I Want You (George Jackson, Raymond Moore) – 2:22
3. Get Back (Lennon/McCartney) – 3:03
4. The Way You Love Me (Ike Turner) – 2:38
5. You Can Have It (Ike Turner) – 3:28
6. Game of Love (Renrut) – 2:45
7. Funkier Than a Mosquito’s Tweeter (Aillene Bullock) – 2:34
8. Ooh Poo Pah Doo (Jessie Hill) – 3:35
9. Proud Mary (John Fogerty) – 4:56
10. Goodbye, So Long (Ike and Tina Turner) – 1:55
11. Let It Be (Lennon/McCartney) – 3:09